# 15321 Donnadean
15321 Donnadean eller 1993 PE8 är en asteroid i huvudbältet som upptäcktes den 13 augusti 1993 av de båda amerikanska astronomerna Carolyn S. Shoemaker och David H. Levy vid Palomar-observatoriet. Den är uppkallad efter Donna och Dean Koenig.
Asteroiden har en diameter på ungefär 5 kilometer.